# Třída Minegumo
Třída Minegumo byla třída protiponorkových torpédoborců Japonských námořních sil sebeobrany. Skládala se ze tří jednotek. Ve službě byly v letech 1968–2000. Dosloužily v roli cvičných lodí.

## Stavba
Celkem byly postaveny tři jednotky této třídy. Minegumo postavila loděnice Mitsui Engineering & Shipbuilding v Tamano, Nacugumo  loděnice Uraga Heavy Industries v Uraga a Murakumo loděnice Maizuru Heavy Industries v Maizuru.
Jednotky třídy Minegumo:
| Jméno             | Založení kýlu      | Spuštěna           | Vstup do služby | Status                                                           |
| ----------------- | ------------------ | ------------------ | --------------- | ---------------------------------------------------------------- |
| Minegumo (DD-116) | 14. března 1967    | 16. prosince 1967  | 21. srpna 1968  | od 1. srpna 1995 cvičná loď (TV-3509), vyřazen 18. března 1999   |
| Nacugumo (DD-117) | 26. června 1967    | 25. července 1967  | 25. dubna 1969  | od 1. srpna 1995 cvičná loď (TV-3510), vyřazen 18. března 1999   |
| Murakumo (DD-118) | 19. listopadu 1968 | 15. listopadu 1969 | 21. srpna 1970  | od 16. března 1998 cvičná loď (TV-3511), vyřazen 18. června 2000 |

## Konstrukce

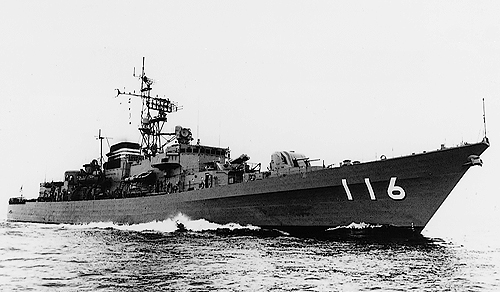
Minegumo (DD-116)

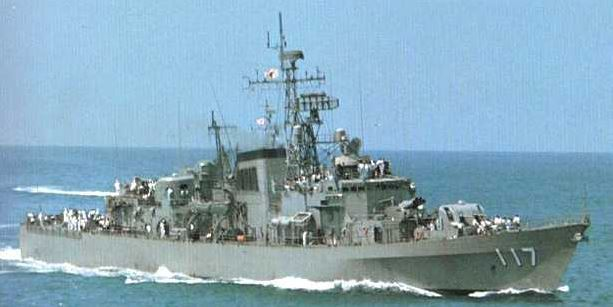
Nacugumo (DD-117)

Plavidla konstrukčně vycházela z předcházející třídy Jamagumo. Výzbroj tvořily čtyři 76,2mm kanón ve dvoudělových věžích, jeden čtyřhlavňový 375mm protiponorkový raketomet Bofors a dva trojhlavňové 324mm torpédomety. Na zádi byla navíc instalována plošina pro dva protiponorkové vrtulníky DASH, pro které lodě nesly malý hangár. Pohonný systém tvořilo šest dieselů o výkonu 26 500 bhp, pohánějících dva lodní šrouby. Nejvyšší rychlost dosahovala 27 uzlů. Dosah byl 7000 námořních mil při rychlosti 20 uzlů.

### Modernizace
Po roce 1978 byl systém DASH nahrazen osminásobným vrhačem raketových torpéd ASROC. Zadní dělová věž Minegumo byla navíc nahrazena jedním licenčním 76,2mm kanónem OTO Melara Compact.